# モルディブ・スルターン国

モルディブ・スルターン国

モルディブ・スルターン国（英語: Sultanate of the Maldives）は、かつてモルディブに存在した君主制国家。1965年にイギリスから独立したが、数年で共和制に移行した。

## 概要
モルディブに国家が成立した時期は定かでないが、6世紀頃にはセイロン島（現スリランカ）から仏教徒の人々が移住してきたと言われている。12世紀頃には、アラブ人がこの地にイスラム教を伝え、これ以後、モルディブはイスラム国家となった。
1558年、ポルトガルが首都マレを占拠し、西欧列強の支配下に入った。ただし、王家はそのまま存続した。その後のモルディブは列強の覇権争いに翻弄される歴史を辿り、1645年にはオランダの保護国となり、1887年にはイギリスの保護国となった。
1932年、モルディブ史上初の憲法が起草され、君主位（スルターン）の選出方法が世襲制から選挙制に移行した。また、1953年には君主制そのものが廃止され、イギリス保護下の共和制に移行した。しかし、アミン・ディディが初代大統領に就任した共和政治は一年も経たないうちに崩壊し、王政復古が実現した。その結果、ムハンマド・ファリド・ディディが第94代スルターンに選ばれた。
1965年7月26日、モルディブはスルターンを元首とする君主国としてイギリスから独立した。しかし、約3年後の1968年11月11日、君主制の存廃を問う国民投票が実施され、その結果共和制に移行。スルターンは廃位された。